# Malmö FF
Malmö FF (celým názvem Malmö Fotbollförening, zkratkou MFF) je fotbalový klub sídlící ve městě Malmö na jihu Švédska.
V sezoně 2014/15 se probojoval do základní skupiny Ligy mistrů UEFA, když v předkolech vyřadil lotyšský klub FK Ventspils (2. předkolo), český tým AC Sparta Praha (3. předkolo) a rakouský celek FC Red Bull Salzburg (play-off předkolo). Znovu se mu to podařilo až v sezóně 2021/22, když v vyřadil lotyšský klub Riga FC (1. předkolo), finský HJK (2. předkolo), skotský Rangers (3. předkolo) a bulharský Ludogorec Razgrad (4. předkolo).

## Úspěchy
finalista Poháru mistrů evropských zemí
- 1979

vítěz Allsvenskan
- 1944, 1949, 1950, 1951, 1953, 1965, 1967, 1970, 1971, 1974, 1975, 1977, 1986, 1988, 2004, 2010, 2013, 2014, 2016, 2017, 2020,[2] 2021, 2023, 2024

vítěz Svenska Cupen
- 1944, 1946, 1947, 1951, 1953, 1967, 1973, 1974, 1975, 1977, 1980, 1984, 1986, 1989, 2022,2024

vítěz Svenska Supercupen
- 2013, 2014

## Známí hráči
- Zlatan Ibrahimović [3]
- Prawitz Öberg [3]
- Ingvar Svahn [3]